# Słubice (district)
Powiat słubicki is een Pools district (powiat) in de Woiwodschap Lubusz. Het district heeft een oppervlakte van 999,77 km² en telt 47.278 inwoners (2014).

## Steden
- Cybinka (Ziebingen)
- Ośno Lubuskie (Drossen)
- Rzepin (Reppen)
- Słubice (Frankfurt an der Oder - Dammvorstadt)

Stadsdistricten:
Gorzów Wlkp. · Zielona Góra 

Districten:
Gorzów · Krosno · Międzyrzecz · Nowa Sól · Słubice · Strzelce-Drezdenko · Sulęcin · Świebodzin · Wschowa · Zielona Góra · Żagań · Żary